# Artington
Artington est une paroisse civile et un village du Surrey, en Angleterre.